# Đội tuyển bóng đá bãi biển quốc gia Ý
Đội tuyển bóng đá bãi biển quốc gia Ý đại diện Ý ở các giải thi đấu bóng đá bãi biển quốc tế và được điều hành bởi Liên đoàn bóng đá Ý, cơ quan quản lý bóng đá ở Ý.

## Thành tích thi đấu

### Vòng loại giải vô địch bóng đá bãi biển thế giới khu vực châu Âu
| Thành tích Vòng loại giải vô địch bóng đá bãi biển thế giới | Thành tích Vòng loại giải vô địch bóng đá bãi biển thế giới | Thành tích Vòng loại giải vô địch bóng đá bãi biển thế giới | Thành tích Vòng loại giải vô địch bóng đá bãi biển thế giới | Thành tích Vòng loại giải vô địch bóng đá bãi biển thế giới | Thành tích Vòng loại giải vô địch bóng đá bãi biển thế giới | Thành tích Vòng loại giải vô địch bóng đá bãi biển thế giới | Thành tích Vòng loại giải vô địch bóng đá bãi biển thế giới | Thành tích Vòng loại giải vô địch bóng đá bãi biển thế giới | Thành tích Vòng loại giải vô địch bóng đá bãi biển thế giới | Thành tích Vòng loại giải vô địch bóng đá bãi biển thế giới |
| Năm                                                         | Vòng                                                        | St                                                          | W                                                           | WE                                                          | WP                                                          | B                                                           | BT                                                          | BB                                                          | HS                                                          | Đ                                                           |
| ----------------------------------------------------------- | ----------------------------------------------------------- | ----------------------------------------------------------- | ----------------------------------------------------------- | ----------------------------------------------------------- | ----------------------------------------------------------- | ----------------------------------------------------------- | ----------------------------------------------------------- | ----------------------------------------------------------- | ----------------------------------------------------------- | ----------------------------------------------------------- |
| 2008                                                        | -                                                           | 6                                                           | 4                                                           | 0                                                           | 1                                                           | 1                                                           | 27                                                          | 18                                                          | +9                                                          | 13                                                          |
| 2009                                                        | -                                                           | 7                                                           | 6                                                           | 0                                                           | 0                                                           | 1                                                           | 49                                                          | 26                                                          | +23                                                         | 18                                                          |
| 2011                                                        | -                                                           | 3                                                           | 2                                                           | 0                                                           | 0                                                           | 1                                                           | 10                                                          | 7                                                           | +3                                                          | 6                                                           |
| 2013                                                        | -                                                           | 4                                                           | 2                                                           | 0                                                           | 1                                                           | 1                                                           | 17                                                          | 15                                                          | +2                                                          | 6                                                           |
| 2015                                                        | -                                                           | 8                                                           | 5                                                           | 1                                                           | 1                                                           | 1                                                           | 43                                                          | 25                                                          | +18                                                         | 18                                                          |
| 2017                                                        | -                                                           | 8                                                           | 6                                                           | 0                                                           | 0                                                           | 2                                                           | 39                                                          | 30                                                          | +9                                                          | 18                                                          |
| Tổng cộng                                                   | 6/6                                                         | 36                                                          | 25                                                          | 1                                                           | 3                                                           | 7                                                           | 185                                                         | 121                                                         | +64                                                         | 80                                                          |

## Đội hình hiện tại
| Số | VT | Quốc gia | Cầu thủ                           |
| -- | -- | -------- | --------------------------------- |
| 1  | TM |          | Stefano Spada                     |
| 2  | HV |          | Michele Leghissa                  |
| 3  | HV |          | Matteo Marrucci                   |
| 6  | HV |          | Giuseppe Platania                 |
| 7  | TV |          | Dario Ramacciotti                 |
| 8  | TV |          | Francesco Corosiniti (đội trưởng) |

| Số | VT | Quốc gia | Cầu thủ           |
| -- | -- | -------- | ----------------- |
| 9  | TĐ |          | Emanuele Zurlo    |
| 10 | TĐ |          | Gabriele Gori     |
| 11 | TĐ |          | Paolo Palmacci    |
| 17 | TV |          | Simone Marinai    |
| 21 | TV |          | Michele di Palma  |
| 22 | TM |          | Simone Del Mestre |

Huấn luyện viên: Massimiliano Esposito

## Thành tích
- Giải vô địch bóng đá bãi biển thế giới: Á quân (2019)
- Giải vô địch bóng đá bãi biển châu Âu: Vô địch (2005, 2018)